# Перелом (фильм, 2021)
«Перелом» (фр. La Fracture) — французский художественный фильм 2021 года режиссёра Катрин Корсини с Валерией Бруни-Тедески, Мариной Фоис и Пио Мармаем в главных ролях. Его премьера состоялась на 74-м Каннском кинофестивале, где картина получила Квир-пальму.

## Сюжет
Герои фильма — Раф и Джули, молодая пара, оказавшаяся в больнице из-за того, что Раф сломала локоть. В том же отделении оказывается Ян, получивший травму из-за столкновения с полицией на демонстрации. Протестующие осаждают здание, так что больница оказывается изолированной. Трое персонажей в ходе общения полностью меняют свои взгляды на жизнь

## В ролях
- Валерия Бруни-Тедески — Раф
- Жан-Луи Куллок
- Марина Фоис — Джули
- Пио Мармай — Ян

## Создание и оценки
Проект был анонсирован в сентябре 2020 года. Съёмки проходили в Парижском регионе и в Лионе. Фильм был впервые показан на кинофестивале в Каннах в июле 2021 года, премьера состоялась на 74-м Каннском кинофестивале в июле 2021 года, где фильм получил Квир-пальму.
На сайте-агрегаторе отзывов Rotten Tomatoes «Перелом» получил рейтинг 72 % со средней оценкой 6/10. На сайте Metacritic он получил оценку 61 из 100, что указывает на «в целом благоприятные отзывы». Российский кинокритик Антон Долин охарактеризовал «Перелом» как «декларативную и плоскую социальную фреску» с искусственной драматургией.